# Oberflächenphysik
Die Oberflächenphysik ist ein Teilgebiet der Festkörperphysik und beschäftigt sich mit der Topographie, der Geometrie, der Bandstruktur und der Adsorption von Stoffen an Oberflächen von Festkörpern.
Das Fehlen von Bindungspartnern zu einer Seite veranlasst die Atome an der Oberfläche durch Ändern ihrer Bindungslänge zu tiefer liegenden Schichten (Relaxation) oder durch Umordnung ihrer Positionen und Absättigen offener Bindungen (Rekombination) einen energetisch günstigeren Zustand einzunehmen. Oberflächenstrukturen können daher eine andere Periodizität aufweisen als tiefer liegende Schichten.
Siehe auch: Oberflächenenergie
Nahe der Oberfläche ist die Bandstruktur gestört bzw. unterbrochen. Oberflächenzustände erlauben Elektronen in den Bandlücken untypische Energiezustände anzunehmen. Oberflächeneffekte führen in realen Kristallen zu besonderen lokalisierten Zuständen.
An Oberflächen treten Ladungsungleichgewichte auf, deren elektrostatische Effekte Einfluss auf die Funktion von Halb- und Nichtleitern haben.

## Geometrie und Oberfläche
Unter der Oberfläche eines kristallinen Festkörpers versteht man den Bereich der Grenzfläche, in dem sich die geometrische und elektronische Struktur wesentlich von der des Volumen-Festkörpers unterscheidet, das sind im Wesentlichen einige wenige Atomlagen von der Grenzfläche aus gezählt.
Die Geometrie der Oberfläche wird mit zweidimensionaler Kristallographie beschrieben. Statt der 14 Bravais-Gitter im Dreidimensionalen gibt es in zwei Dimensionen nur fünf Bravais-Gitter, das Parallelogramm-, Quadrat-, Rechteck-, hexagonale und das rechteckig-flächenzentrierte Gitter.

## Elementarprozesse an der Oberfläche

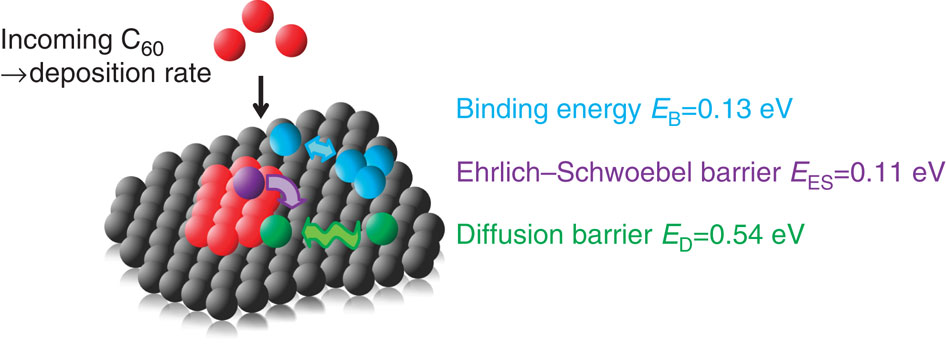
Oberflächenprozesse beim Wachstum von C60-Fullerenen

Adsorption eines Stoffes an einer Oberfläche bedeutet, dass sich Atome oder Moleküle aus der Gasphase auf der Oberfläche anlagern und dort durch Van-der-Waals-Kräfte (Physisorption) oder chemische Bindungen (Chemisorption) gebunden werden. Daher sind alle Festkörper an Luft von mindestens einer ganzen Lage Moleküle oder Atome bedeckt. Selbst einzelne Fremdatome können die Eigenschaften von Oberflächen verändern. Um dies zu vermeiden, werden die meisten Experimente unter starkem Vakuum, meistens Ultrahochvakuum, durchgeführt.
- Physisorbate sind meist sehr schwach gebunden, daher muss der Festkörper zur Untersuchung von Physisorbaten zumindest mit flüssigem Stickstoff, oft sogar mit flüssigem Helium gekühlt werden. Sie können durch Heizen auf relativ tiefe Temperaturen desorbiert, d. h., von der Oberfläche abgedampft, werden.

- Chemisorbate sind meist stärker gebunden und manche können bei Raumtemperatur untersucht werden, für schwächer gebundene Chemisorbate ist eine Kühlung mit flüssigem Stickstoff ausreichend.

Desorption ist der gegensätzliche Vorgang zur Adsorption, bei dem angelagerte Atome oder Moleküle die Bindungsenergie der Oberfläche überwinden und den Festkörper verlassen. Durch unterschiedliche Kinetik von Adsorption und Desorption lassen sich komplexe Heterostrukturen im Nichtgleichgewicht erzeugen.
Diffusion tritt sowohl innerhalb einer Lage als auch zwischen mehreren Lagen auf. Zwischen den einzelnen Gitterplätzen entstehen Diffusionsbarrieren, insbesondere oberhalb der Stufe von zwei Schichten. Diese Position ist energetisch besonders ungünstig, daher kommt es zur Ausbildung der Ehrlich-Schwöbel-Barriere. Unterhalb der Stufe ist die Bindungskraft dafür umso stärker.
Außerdem entstehen bei komplexen Molekülsystemen thermodynamische Freiheitsgrade.

## Verfahren
Folgende spektroskopischen Methoden kommen in der Oberflächenphysik zur Anwendung:
Atomspektroskopien:
- Auger-Elektronen-Spektroskopie (AES)
- Photoelektronenspektroskopie (PES)
  - Ultraviolettphotoelektronenspektroskopie (UPS)
  - Röntgenphotoelektronenspektroskopie (XPS)
  - Photoelektronenbeugung (PED)
  - Photoemissionselektronenmikroskopie (PEEM)
  - Photoelektronenspektroskopie von adsorbiertem Xenon/Photoemission von adsorbiertem Xenon (PAX)

- Ionenstreuspektroskopie
  - Niederenergetische Ionenstreuspektroskopie (LEIS)
  - Mittelenergetische Ionenstreuspektroskopie (MEIS)
  - Hochenergetische Ionenstreuspektroskopie (HEIS)

Massenspektrometrie:
- Sekundärionen-Massenspektrometrie (SIMS)
- Sekundär-Neutralteilchen-Massenspektrometrie (SNMS)

Molekülspektroskopien:
- Infrarotspektroskopie (IR)
- Elektronen-Energieverlust-Spektroskopie (EELS)

Rastersondenmikroskopien:
- Optische Rasternahfeldmikroskopie (SNOM)
- Rastertransmissionselektronenmikroskopie (STEM)
- Rastertunnelmikroskopie (STM)
- Rasterkraftmikroskopie (AFM)

Weitere:
- Beugung niederenergetischer Elektronen (LEED)
- Beugung hochenergetischer Elektronen (RHEED)
- Elektronenstrahlmikroanalyse (EPMA)
- Feldelektronenmikroskop (FEM)
- Feldionenmikroskop (FIM)
- Heliumatomstrahlstreuung (HAS)
- Helium-Ionen-Mikroskopie (SHIM)
- Metastabilen-Einschlag-Elektronenspektroskopie (MIES)
- Niederenergetisches Elektronenmikroskop (LEEM)
- Photoakustische Spektroskopie (PAS)
- Rasterelektronenmikroskop (REM)
- Röntgenabsorptionsspektroskopie: Röntgen-Nahkanten-Absorptions-Spektroskopie (NEXAFS) und SEXAFS
- Temperatur-programmierte Desorption (TPD), auch Thermische Desorptionsspektroskopie (TDS) genannt
- Oberflächensensitive Röntgenbeugung (SXRD)